# Espineta fada
L'espineta fada (Gerygone palpebrosa) és un ocell de la família dels acantízids (Acanthizidae).

## Hàbitat i distribució
Habita la selva pluvial, boscos de ribera i manglars de les illes Aru i les Raja Ampat de Waigeo i Salawati a Nova Guinea, incloent Yapen. Nord i nord-est de Queensland i est d'Austràlia.